# Lijst van voetbalinterlands Koeweit - Maleisië
Deze lijst van voetbalinterlands is een overzicht van alle officiële voetbalinterlands tussen de nationale teams van Koeweit en Maleisië. De landen hebben tot nu toe veertien keer tegen elkaar gespeeld. De eerste ontmoeting was een vriendschappelijke wedstrijd op 26 juli 1973 in Kuala Lumpur. Het laatste duel, een vriendschappelijke wedstrijd, werd gespeeld in Dubai op 23 mei 2021.

## Wedstrijden
| №  | Plaats       | Datum             | Competitie                 | Wedstrijd          | Uitslag |
| -- | ------------ | ----------------- | -------------------------- | ------------------ | ------- |
| 1  | Kuala Lumpur | 26 juli 1973      | Vriendschappelijk          | Maleisië − Koeweit | 0 − 0   |
| 2  | Kuala Lumpur | 12 augustus 1973  | Vriendschappelijk          | Maleisië − Koeweit | 3 − 1   |
| 3  | Tabriz       | 3 juni 1976       | Azië Cup 1976              | Koeweit − Maleisië | 2 − 0   |
| 4  | Koeweit      | 18 september 1980 | Azië Cup 1980              | Koeweit − Maleisië | 3 − 1   |
| 5  | Kuala Lumpur | 29 oktober 1980   | Vriendschappelijk          | Maleisië − Koeweit | 2 − 1   |
| 6  | Koeweit      | 25 april 1981     | WK 1982 kwalificatie       | Koeweit − Maleisië | 4 − 0   |
| 7  | Kuala Lumpur | 18 april 1988     | Azië Cup 1988 kwalificatie | Maleisië − Koeweit | 0 − 5   |
| 8  | Kuala Lumpur | 1 mei 1993        | WK 1994 kwalificatie       | Maleisië − Koeweit | 1 − 1   |
| 9  | Taif         | 14 mei 1993       | WK 1994 kwalificatie       | Koeweit − Maleisië | 2 − 0   |
| 10 | Kuala Lumpur | 20 september 1994 | Vriendschappelijk          | Maleisië − Koeweit | 0 − 2   |
| 11 | Kuala Lumpur | 31 maart 2004     | WK 2006 kwalificatie       | Maleisië − Koeweit | 0 − 2   |
| 12 | Koeweit      | 17 november 2004  | WK 2006 kwalificatie       | Koeweit − Maleisië | 6 − 1   |
| 13 | Koeweit      | 8 november 2013   | Vriendschappelijk          | Koeweit − Maleisië | 3 − 0   |
| 14 | Dubai        | 23 mei 2021       | Vriendschappelijk          | Koeweit − Maleisië | 4 − 1   |

## Samenvatting
| Competitie            | Totaal gespeeld | Winst Koeweit | Gelijk | Winst Maleisië | Doelsaldo Koeweit – Maleisië |
| --------------------- | --------------- | ------------- | ------ | -------------- | ---------------------------- |
| WK-kwalificatie       | 5               | 4             | 1      | 0              | 15 − 2                       |
| Azië Cup              | 2               | 2             | 0      | 0              | 5 − 1                        |
| Azië Cup-kwalificatie | 1               | 1             | 0      | 0              | 5 − 0                        |
| Vriendschappelijk     | 6               | 3             | 1      | 2              | 11 − 6                       |
| Totaal                | 14              | 10            | 2      | 2              | 36 − 9                       |

KFA · A-internationals · Bondscoaches · Statistieken · Koeweits vrouwenelftal · Koeweit U21 · Koeweit U20 · Koeweit U19 · Koeweit U18 · Koeweit U17
1960 – 1969 · 
1970 – 1979 · 
1980 – 1989 · 
1990 – 1999 · 
2000 – 2009 · 
2010 – 2019 ·
2020 − 2029
WK 1982
OS 1980 ·
OS 1992 ·
OS 2000
1961 · 
1962 · 
1963 · 
1964 · 
1965 · 
1966 · 
1967 · 
1968 · 
1969 · 
1970 · 
1971 · 
1972 · 
1973 · 
1974 · 
1975 · 
1976 · 
1977 · 
1978 · 
1979 · 
1980 · 
1981 · 
1982 · 
1983 · 
1984 · 
1985 · 
1986 · 
1987 · 
1988 · 
1989 · 
1990 · 
1991 · 
1992 · 
1993 · 
1994 · 
1995 · 
1996 · 
1997 · 
1998 · 
1999 · 
2000 · 
2001 · 
2002 · 
2003 · 
2004 · 
2005 · 
2006 · 
2007 · 
2008 · 
2009 · 
2010 · 
2011 · 
2012 · 
2013 ·
2014 ·
2015 ·
2016 ·
2017 ·
2018 ·
2019 ·
2020 ·
2021 ·
2022
Afghanistan ·
Algerije ·
Armenië ·
Australië ·
Azerbeidzjan ·
Bahrein ·
Bangladesh ·
Bhutan ·
Bosnië en Herzegovina ·
Bulgarije ·
Cambodja ·
China ·
Colombia · 
Cyprus ·
DDR ·
Duitsland ·
Ecuador ·
Egypte ·
Engeland ·
Filipijnen ·
Finland ·
Frankrijk ·
Hongarije · 
Hongkong ·
IJsland ·
India ·
Indonesië ·
Irak ·
Iran ·
Ivoorkust ·
Japan ·
Jemen ·
Jordanië ·
Kameroen ·
Kazachstan ·
Kenia ·
Kirgizië ·
Laos ·
Letland ·
Libanon ·
Libië ·
Litouwen ·
Macau ·
Maleisië ·
Mali ·
Malta ·
Marokko ·
Mongolië ·
Myanmar ·
Nepal ·
Nieuw-Zeeland ·
Noord-Korea ·
Noorwegen ·
Oeganda ·
Oezbekistan ·
Oman ·
Pakistan ·
Palestina ·
Polen ·
Portugal ·
Qatar ·
Saoedi-Arabië ·
Singapore ·
Slowakije ·
Soedan ·
Sovjet-Unie ·
Syrië ·
Tadzjikistan ·
Taiwan ·
Thailand ·
Trinidad en Tobago ·
Tsjechië ·
Tsjecho-Slowakije ·
Tunesië ·
Turkmenistan ·
Verenigde Arabische Emiraten ·
Verenigde Staten ·
Vietnam ·
Wales ·
Zambia ·
Zimbabwe ·
Zuid-Korea ·
Zuid-Vietnam
Engeland (1982) · 
Frankrijk (1982) · 
Tsjecho-Slowakije (1982)
FAM · 
A-internationals · 
Maleisisch vrouwenelftal
Afghanistan ·
Algerije ·
Australië ·
Bahrein ·
Bangladesh ·
Bhutan ·
Bosnië en Herzegovina ·
Brazilië ·
Brunei ·
Cambodja ·
Canada ·
China ·
Engeland ·
Fiji ·
Filipijnen ·
Finland ·
Ghana ·
Hongkong ·
India ·
Indonesië ·
Irak ·
Iran ·
Israël ·
Jamaica ·
Japan ·
Jemen ·
Jordanië ·
Kenia ·
Kirgizië ·
Koeweit ·
Laos ·
Lesotho ·
Libanon ·
Liberia ·
Libië ·
Liechtenstein ·
Macau ·
Malediven ·
Marokko ·
Mongolië ·
Myanmar ·
Nepal ·
Nieuw-Zeeland ·
Noord-Korea ·
Oezbekistan ·
Oman ·
Oost-Timor ·
Pakistan ·
Palestina ·
Papoea-Nieuw-Guinea ·
Qatar ·
Saoedi-Arabië ·
Salomonseilanden ·
Senegal ·
Singapore ·
Sri Lanka ·
Syrië ·
Tadzjikistan ·
Taiwan ·
Thailand ·
Turkije ·
Turkmenistan ·
Uruguay ·
Verenigde Arabische Emiraten ·
Vietnam ·
Zuid-Korea ·
Zuid-Vietnam ·
Zweden